# Hagnagora luteoradiata
Hagnagora luteoradiata är en fjärilsart som beskrevs av Thierry-mieg 1892. Hagnagora luteoradiata ingår i släktet Hagnagora och familjen mätare. Inga underarter finns listade i Catalogue of Life.